# Juliusz Grabowski (aktor)
Juliusz Grabowski (ur. 26 lipca 1920 w Lublinie, zm. 20 maja 2000 w Krakowie) – polski aktor teatralny i filmowy.

## Życiorys
W roku 1947 zadebiutował w Teatrze Miejskim w Lublinie, gdzie występował do 1956. Następnie, do 1962 występował w teatrach we Wrocławiu, a później związał się z teatrami w Krakowie; Teatrem im. Juliusza Słowackiego (1962-1970) i Starym Teatrem (1970-1990). Oprócz teatru występował także w filmach oraz spektaklach Teatru Telewizji. W roku 1981 został odznaczony Złotym Krzyżem Zasługi, a w 1988 Krzyżem Oficerskim Orderu Odrodzenia Polski. W 1964 otrzymał też na V FPSW nagrodę za rolę Księdza Mirosa w przedstawieniu "Urząd" Tadeusza Brezy w Teatrze im.Juliusza Słowackiego w Krakowie.

## Filmografia
- 1957: Pętla - kelner w barze "Pod Orłem"
- 1958: Popiół i diament - muzyk
- 1958: Baza ludzi umarłych - Marcinkowski
- 1959: Sygnały - sprzedawca fałszywego leku
- 1974: Sędziowie - sędzia
- 1974: Orzeł i reszka - "tata" Ruty
- 1975: Strach - dyrektor
- 1980: Rycerz - król
- 1983: Złe dobrego początki... - Grzelak